# Pseudochirella pustulifera
Pseudochirella pustulifera är en kräftdjursart som först beskrevs av Georg Ossian Sars 1905.  Pseudochirella pustulifera ingår i släktet Pseudochirella och familjen Aetideidae. Inga underarter finns listade i Catalogue of Life.